# 雅拉市
雅拉城（英語：Yarra City），澳洲維多利亞州的地方政府範圍（Local Government Area），位於墨爾本的東部、北部市郊。雅拉城佔地20.0平方公里，2006年有69,330人口。

## 外部連結
- 雅拉城政府網站 （页面存档备份，存于）